# Семейный бизнес
Семейный бизнес — разновидность коммерческой деятельности, характеризующаяся своей принадлежностью конкретной семье или нескольким семьям, члены которых перероднены между собой династическими браками и другими неформальными связями, являются владельцами и выгодоприобретателями указанного бизнеса. Распределение ключевых должностей и ролей в создаваемых субъектах хозяйственной деятельности, прибыли и дивидендов, полученной от их деятельности также осуществляется в рамках семьи или группы семей. Для семейного бизнеса характерно название компании по фамилии её учредителя и владельца, которое зачастую является и торговой маркой, под которой реализуется продукция и услуги конкретной компании, принадлежащей той или иной семье или семьям.

## Сущность
Семейный бизнес — старейшая и наиболее распространенная модель экономической организации. Подавляющее большинство предприятий по всему миру — от магазинов на углу до многонациональных публичных организаций с сотнями тысяч сотрудников — можно считать семейным бизнесом. Семейным предпринимателем считается юридическое лицо, в штате которого есть не менее двух членов одной семьи, занимающих руководящие должности, которым принадлежит не менее 50 процентов долей в установленном капитале.

## Исследования
По результатам исследований в Германии и Канаде 58% компаний с оборотом более 1 млн евро — это семейные компании. Согласно исследованию, которое проведено Institut für Mittelstandsforschung, 95% компаний в Германии представляют собой семейный бизнес, который генерирует 41,5% от всех продаж в стране и предоставляет 57,3% от всех рабочих мест. Семейные предприятия составляют более 30% компаний с объёмом продаж более 1 млрд долларов.